# 그 남자, 좋은 간호사
"그 남자, 좋은 간호사"(영어: The Good Nurse)는 2022년 개봉한 미국의 범죄 스릴러 영화로, 토비아스 린드홀름가 감독을 맡았으며, 간호사 찰스 컬런의 연쇄 살인 사건을 다룬 작품이다. 배우 에디 레드메인이 찰스 컬런을 연기한다.

## 출연진

### 주연
- 에디 레드메인 - 찰스 컬런 역
- 제시카 차스테인 - 에이미 역

### 조연
- 은남디 아소무가 - 대니 역
- 노아 엠머리히 - 팀 역
- 킴 디킨스 - 린다 역
- 말릭 요바 - 샘 역
- 앨릭스 웨스트 레플러 - 알렉스 역